# Islam Alijaj
Islam Alijaj, né le 18 juin 1986  (originaire de Zurich), est un militant des droits des handicapés et une personnalité politique suisse, membre du Parti socialiste.
Il est élu député du canton de Zurich au Conseil national en octobre 2023.

## Biographie
Islam Alijaj naît le 18 juin 1986. Naturalisé zurichois, il a des origines kosovares, à Ereč. Il a deux frères aînés et un frère cadet. Sa famille immigre en Suisse, où son père travaillait comme saisonnier depuis les années 1980, alors qu'il est âgé d'un an. Ses parents y fondent en 2009 une entreprise de nettoyage , nommée Wischmobb, qui compte près de 130 employés en 2023,. 
Il est infirme moteur cérébral à la suite d'un manque d'oxygène à la naissance et souffre de ce fait également de problèmes d'élocution. 
Il est scolarisé en école spéciale et fait un apprentissage d'employé de commerce. Tant l'entreprise qui le forme que l'assurance-invalidité l'incitent à ne pas poursuivre ses études en passant une maturité professionnelle, estimant qu'il n'aurait aucune chance sur le marché du travail ordinaire. Il fait par la suite une formation de développeur web. 
Il est marié et père de deux enfants et vit à Zurich. 

## Parcours politique
Il entre en politique par l'intermédiaire de la conseillère nationale Pascale Bruderer, dont il fait la connaissance en 2011. Il adhère au Parti socialiste zurichois en 2017.
Il crée la surprise en étant élu en février 2022 au Conseil communal de Zurich et y siège depuis le 4 mai suivant. Il y bénéfice de l'aide d'une assistante, qui s'exprime en partie pour lui,. 
Après une candidature infructueuse en octobre 2019,, il est élu député du canton de Zurich au Conseil national en octobre 2023. Il est le premier Albanais à y siéger,. Il y est membre de la Commission de la science, de l'éducation et de la culture (CSEC).

## Positionnement politique
Il se profile en particulier sur les questions d'égalité des chances pour les handicapés. Il est le cofondateur en 2016 d'une association de défense des droits des handicapés, selbstbestimmung.ch (autodétermination en français),.
Il cite Emmanuel Macron (pour sa mentalité et son habileté politique), Pascale Bruderer (pour son ouverture et ses capacités de communication) et Alfred Escher (pour son esprit visionnaire) comme modèles.

## Publication
- (de) Islam Alijaj et Christine Loriol (préf. Pascale Bruderer), Wir müssen reden – Ein biografisches Manifest, Zurich, Limmat Verlag, 2023, 224 p. (ISBN 978-3-03926-056-0)